# マクラーレン・MP4-26
マクラーレン MP4-26 (McLaren MP4-26) は、マクラーレンが2011年のF1世界選手権参戦用に開発したフォーミュラ1カーである。2011年の開幕戦から最終戦まで実戦投入された。

## 概要
サイドポンツーンは前年型のMP4-25と同様に後方に向けて急角度で低くなっているが、MP4-26はインテークが「L」字型になっており、溝の部分からリアエンドへ気流を送る点に配慮している。L字型の開口部分はモノコックに直付けされ、サイドインパクト吸収構造を兼ねている。また、ドライバー頭上のインダクションポッド後方にさらにエアインテークを設置している。他チームと比べてフロントノーズは低めで、下面にT字型の整流板が付いている。
例年ならマクラーレンのファクトリーでマシン発表会を行うが、今年はスポンサーのボーダフォンの意向でドイツ・ベルリンでMP4-26が発表された。発表会ではスタッフが広場の真ん中にひとつずつパーツを持ち込み、メカニックが徐々にMP4-26を完成させるというパフォーマンスを披露した。
ウィンターテストでは絶対的なスピードが不足していたため、マクラーレン内では｢ジェームズ・メイ｣というニックネームが付けられた。チームは「オクトパス」と呼ばれる複雑な排気システムを採用したが、プレシーズンテストでは問題が続出。テクニカルディレクターのパディ・ロウはチームに在籍した20年間の中でも最悪のプレシーズンだったことを認めた。
開幕戦に予定されていたバーレーンGPが国内情勢不安からキャンセルされ、この間にマクラーレンはレッドブル・RB7をコピーした延長型ブロウンディフューザーを急遽開発し、オーストラリアGPに持ち込んだ。この時はカーボンコンポジットが間に合わず、チタンを板金加工したディフューザーをぶっつけ本番で投入した。

## 2011年シーズン

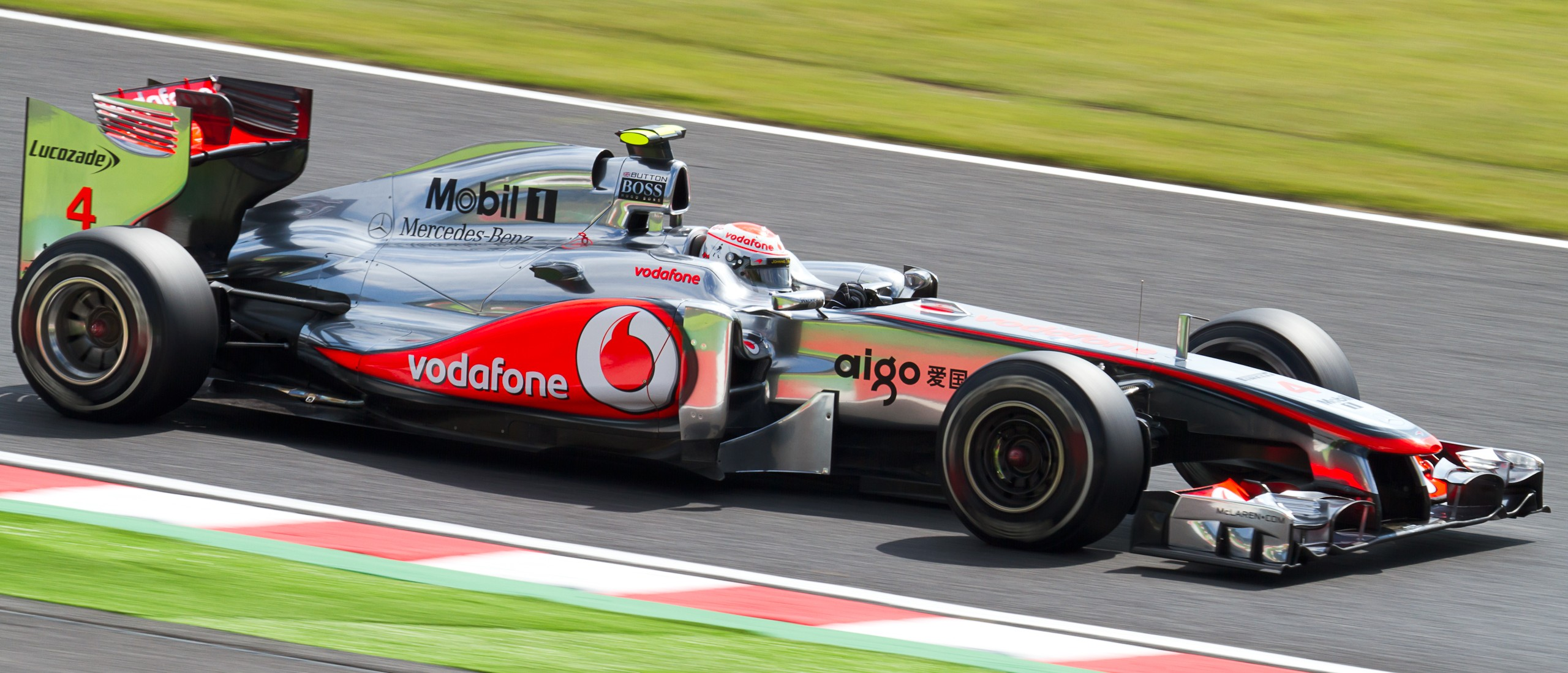
第15戦日本GPにて、ジェンソン・バトンがドライブするMP4-26

MP4-26は予選ではレッドブルに太刀打ちできないものの、決勝では優れたレースペースを披露した。第3戦中国GPではルイス・ハミルトン、第7戦カナダGPではジェンソン・バトンがレッドブルのセバスチャン・ベッテルをコース上で逆転して優勝した。
2011年のトレンドとなったオフスロットル・ブローイングに関して、マクラーレンはレッドブルとともに開発に成功しており、第9戦イギリスGPで使用が禁止されると大きな影響を被った。しかし、次戦から使用が再解禁されるとペースをとり戻し、後半戦は予選・決勝ともレッドブルに迫るポテンシャルを発揮した。躍進の背景には、ブリヂストンから加入した日本人エンジニア今井弘がピレリタイヤの特性を解明した貢献があると報じられた。第16戦韓国GPでは開幕戦から続くレッドブルの連続ポールポジションを阻止した。
ハミルトンは序盤戦こそ対ベッテルの対抗馬だったが、カナダGPでバトンと同士討ちを演じて以降精彩を欠き、ピレリタイヤの特性に苦労したり、レース中のミスや接触事故を繰り返した結果、3勝を挙げるものの、これを含めて表彰台は6回、ランキング5位と低迷し、キャリアで初めてチームメイトに敗れた。対するバトンはハミルトンに代わる形で後半戦からは対ベッテルの対抗馬として躍進し、ハミルトンと同じ3勝ながら、表彰台は12回を記録し、アロンソ、ウェバーとの熾烈なランキング2位争いを制し、見事ランキング2位の座を確保した。コンストラクターズランキングは前年と同じ2位で終えたが、合計獲得ポイントは500点に迫った。

## スペック

### シャーシ
- シャーシ名 MP4-26
- シャーシ構造 カーボンファイバー/アルミニウムハニカムコンポジットモノコック（フロント＆サイドインパクト構造）
- ブレーキキャリパー 曙ブレーキ工業
- フロントサスペンション 内蔵トーションバー/ダブルウィッシュボーンで作動するプッシュロッド、ベルクランクによるダンパーシステム
- リアサスペンション 内蔵トーションバー/ダブルウィッシュボーンで作動するプルロッド、ベルクランクによるダンパーシステム
- ダンパー コニ
- ホイール エンケイ
- タイヤ ピレリ
- ギアボックス 7速+リバース1速セミオートマチック/カーボンファイバーコンポジット
- エレクトロニクス MES-マイクロソフト スタンダードECU
- バッテリー GSユアサ
- ステアリング マクラーレン・パワーアシスト
- 無線 ケンウッド
- 機器 マクラーレン・エレクトロニック・システムズ
- 重量 640kg

### KERS
- KERS/形式 メルセデス・ベンツ
- e-パワー エンジン搭載型の電気モーター/ジェネレーター
- ESS 集積エネルギー電池および電動エレクトロニクス
- パワー 60kW

### エンジン
- エンジン名 メルセデス・ベンツFO108Y
- 気筒数・角度 V型8気筒・90度
- 排気量 2.4リッター
- 最高回転数 18,000rpm（レギュレーションで規定）
- バルブ数 32
- ピストン口径 98mm
- 重量 95kg
- スパークプラグ NGK
- 燃料 モービル無鉛（5.75%のバイオ燃料を含む）
- 潤滑油 モービル1

## 記録
| 年   | No. | ドライバー | 1   | 2   | 3   | 4   | 5   | 6   | 7   | 8   | 9   | 10  | 11  | 12  | 13  | 14  | 15  | 16  | 17  | 18  | 19  | ポイント | ランキング |
| 年   | No. | ドライバー | AUS | MAL | CHN | TUR | ESP | MON | CAN | EUR | GBR | GER | HUN | BEL | ITA | SIN | JPN | KOR | IND | ABU | BRA | ポイント | ランキング |
| ---- | --- | ---------- | --- | --- | --- | --- | --- | --- | --- | --- | --- | --- | --- | --- | --- | --- | --- | --- | --- | --- | --- | -------- | ---------- |
| 2011 | 3   | ハミルトン | 2   | 8   | 1   | 4   | 2   | 6   | Ret | 4   | 4   | 1   | 4   | Ret | 4   | 5   | 5   | 2   | 7   | 1   | Ret | 497      | 2位        |
| 2011 | 4   | バトン     | 6   | 2   | 4   | 6   | 3   | 3   | 1   | 6   | Ret | Ret | 1   | 3   | 2   | 2   | 1   | 4   | 2   | 3   | 3   | 497      | 2位        |

- 太字はポールポジション、斜字はファステストラップ。(key)